# Alta Floresta
Alta Floresta est une municipalité de l'État du Mato Grosso au Brésil. Sa population était estimée à 51 414 habitants en 2009, elle s'étend sur 8 947,069 km2.
Elle fait partie de la Microrégion d'Alta Floresta dans la Mésorégion du Nord du Mato Grosso.

## Jumelage
- Sao Paulo (Brésil)

## Maires
| Période | Période | Identité                  | Étiquette | Qualité |
| ------- | ------- | ------------------------- | --------- | ------- |
| 2009    | 2012    | Maria Izaura Dias Alfonso | PDT       |         |